# Pauline Hanson
Pauline Lee Hanson, född 27 maj 1954 i Woolloongabba, Queensland, är en australisk politiker  och partiledare för One Nation Party (PHON). Hon representerar Queensland som senator i det australiska parlamentet. Hon fick internationell uppmärksamhet 2017 när hon gick in i parlamentet iklädd burka.